# Microlepidotus
Microlepidotus és un gènere de peixos pertanyent a la família dels hemúlids.

## Descripció
- Cos allargat, comprimit i amb escates.
- L'interior de la boca no és de color vermell.
- La segona espina anal no és més llarga ni més gruixuda que la 3a.
- Les aletes pèlviques són molt més curtes que les pectorals.

## Distribució geogràfica
Es troba al Pacífic oriental central.

## Taxonomia
- Microlepidotus brevipinnis (Steindachner, 1869)[3]
- Microlepidotus inornatus (Gill, 1862)[4][5][6][7][8][9][10]